# Fred Smeijers

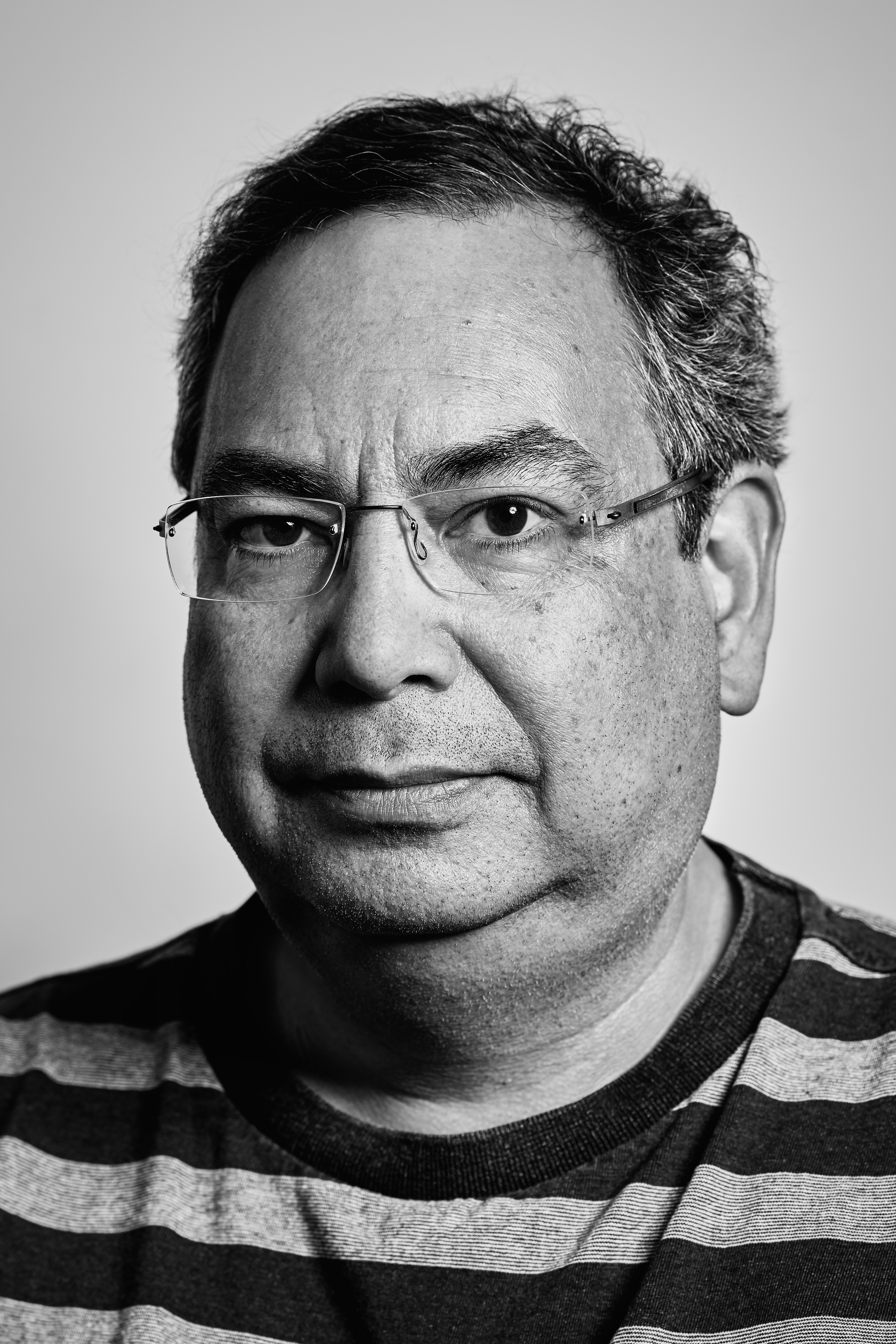
Fred Smeijers, 2018

Fred Smeijers (Eindhoven, 1961) is een Nederlands grafisch ontwerper en letterontwerper. Hij studeerde begin jaren 80 aan de Hogeschool voor de Kunsten Arnhem, waar hij een klasgenoot was van onder anderen Martin Majoor.

## Werk

Arnhem, een schreefletter ontworpen door Smeijers

Na zijn afstuderen ging Smeijers werken bij Océ, waar hij van 1986 tot 1990 werkzaam was op de afdeling industrieel ontwerp. Hier was hij verantwoordelijk voor het ontwerpen van lettertypen voor vroege laserprinters. Hij raakte geïnteresseerd in de technieken van het 16e-eeuwse lettersnijden. De inzichten die hij daarbij opdeed, vertaalt hij naar zijn manier van letterontwerpen. Dat is vooral goed te zien in FF Quadraat, een klassieke boekletter met eigenzinnige details.
Andere beschikbare lettertypen van zijn hand zijn onder meer FF Quadraat Sans (uitgegeven door FontShop), Renard (voor letteruitgeverij The Enschedé Font Foundry), Arnhem, Fresco, Custodia en Sansa. In 2002 richtte hij samen met Rudy Geeraerts de digitale letteruitgeverij OurType op. Daarnaast heeft hij onder meer gewerkt voor Philips en Canon. In 2004 werd hij benoemd tot docent digitale typografie aan de hogeschool voor illustratie en boekkunst in Leipzig.
In 2000 won Smeijers de Gerrit Noordzijprijs.

## Publicaties
- Fred Smeijers, Counterpunch, making type in the sixteenth century, designing typefaces now, Hyphen Press, Londen (1996)
- Fred Smeijers, Type Now, Hyphen Press, Londen (2003)